# Anglo-normandos
Os anglo-normandos foram principalmente descendentes dos normandos que governaram a Inglaterra depois de sua conquista por Guilherme da Normandia em 1066, conquanto alguns normandos já se encontravam em Inglaterra antes desta conquista. Depois da batalha de Hastings, os invasores normandos e seus descendentes formaram uma população diferenciada em Inglaterra, e deram origem à língua anglo-normanda.

## A conquista normanda de Inglaterra
A conquista normanda da Inglaterra, tratando de uma conquista por parte de um povo cujo idioma e instituições eram diferentes dos ingleses em muitos aspectos, foi um acontecimento totalmente diferente da conquista dinamarquesa, povo este cujo idioma e instituições eram mais afins às inglesas. Aliás, os normandos foram recebidos com a mais firme resistência por parte dos ingleses, mais influídos pelos dinamarqueses.
Os normandos impuseram uma nova estrutura política que se conhece genericamente como "feudal" (Os historiadores debatem sobre se a Inglaterra pré-normanda podia ser considerada um governo feudal). Expulsaram aos líderes dinamarqueses que recentemente tinham conquistado parte de Inglaterra e que tinham oferecido a mais severa resistência aos normandos, e substituíram amplamente aos terratenentes ingleses ao mesmo tempo em que pactuavam com os mais poderosos dentre estes.
Muitos dos nobres anglo-saxões perderam suas terras e títulos. Em menor medida, os estamentos militares e outras classes viram-se rebaixados em sua escala social. Os plebeus livres (geburs) perderam parte de seus direitos e da possibilidade de aceder à corte, convertendo-se em vilões submetidos a vasalagem. Ao mesmo tempo distribuíram-se terras para muitos dos magnatas anglo-normandos por parte do Rei; terras expropriadas aos antigos nobres anglo-saxões. Alguns destes magnatas normandos utilizaram seus nomes originais, derivados do francês, com o prefixo «de», que significava que eram também senhores de seus velhos feudos na França. Alguns, em mudança, mudaram seus nomes franceses pelos nomes de suas posses inglesas.

## O impacto militar
A conquista normanda da Inglaterra significou também uma revolução nos métodos e estilos militares. A velha elite militar anglo-saxã começou a emigrar; sobretudo a geração seguinte aos derrotados em Hastings, que viam um futuro nada promissor num país controlado por seus conquistadores. Guilherme (e seu filho, Guilherme Rufus) animaram-lhes a marchar-se como medida de segurança. Os primeiros em abandonar a Inglaterra dirigiram-se principalmente a Dinamarca, e muitos destes foram a unir à Guarda varegue de Constantinopla. Apesar disso, o grosso dos anglo-saxões não chegou a ser desmilitarizado, o qual pôde ter sido pouco prático. Em lugar disto, Guilherme treinou à infantaria anglo-saxã junto à cavalaria normanda em tácticas contra a cavalaria inimiga, o que conduziu rapidamente ao estabelecimento de um exército anglo-normando composto de cavaleiros normandos de sangue nobre, infantaria saxã, frequentemente também de sangue nobre, ingleses livres assimilados de tropa, bem como de mercenários e aventureiros estrangeiros de outras partes do continente. Os jovens aristocratas normandos mostraram certa tendência para a anglofilia, adotando os estilos como as longas cabeleiras e os bigodes, coisa que desagradava à anterior geração. Observe-se que o cavaleiro (cniht) anglo-saxão não tinha em mesmo significado que os cavaleiros franceses (chevalier) antes do último período da Idade Média inglesa. John Wycliffe (1380) utiliza o termo knyytis para referir-se de forma genérica aos homens de armas, e só no século XV a palavra adota o matiz de "nobre a cavalo" correspondente ao significado de chevalier. As conquistas anglo-normandas no século XII levaram a cultura e as aduanas normandas a Irlanda. O vilancete era uma dança popular normanda na qual o cantor principal era rodeado por um círculo de bailarinos que lhe replicavam com a mesma canção. Estas danças normandas foram interpretadas nos povos irlandeses conquistados.

## O conflito entre normandos e saxões
O grau de conflito conseguinte entre normandos e saxões (entendido como um conflito de identidades sociais) é uma questão discutida pelos historiadores. A percepção que se tinha no século XIX de um ressentimento mútuo entre saxões e normandos, refletida em lendas populares como Robin Hood e na novela Ivanhoe de Sir Walter Scott poderia ser consideravelmente exagerada. O historiador contemporâneo Orderico Vital sugere verdadeiro rancor residual quando em seu Ecclesiastical Historii (1125) escreve os louvores à resistência inglesa contra Guilherme "o Bastardo". Por outro lado, impôs-se por lei aos vilões uma forte multa pelo delito de homicídio secreto de um normando (ou de qualquer pessoa desconhecida que pudesse o ser a não ser que se demonstrasse o contrário).
Qualquer que fosse o grau de disputa entre ambos povos, com o tempo as duas populações se uniram por casamento e se misturaram, combinando língua e tradições. Os normandos começaram a identificar-se entre si como anglo-normandos. Inclusive esta distinção terminou por desaparecer durante a Guerra dos Cem Anos, e no século XV os anglo-normandos tinham-se misturado por completo com os anglo-saxões para dar origem à atual população inglesa.

## As Ilhas do Canal
As Ilhas do Canal são o reflexo dos últimos vestígios da cultura anglo-normanda. O idioma normando predominou nas ilhas até inícios do século XIX, quando a crescente influência dos colonos anglofalantes e a maior facilidade para viajar desde e para Inglaterra as conduziu a uma definitiva absorção pela cultura inglesa.

## País de Gales
Os anglo-normandos levaram também a cabo incursões em Gales desde Inglaterra, construindo múltiplas fortificações com as que Guilherme pretendia subjugar os galeses, ainda que esta estratégia não deu os resultados que pretendia. Com o tempo, no entanto, estabeleceram-se as áreas fronteiriças conhecidas como as Marcas, através das quais a influência inglesa foi se estendendo firmemente.
Animados pela invasão, ordens monásticas procedentes da França ou Normandia como a cistercense estabeleceram monastérios ao longo de Gales. Sobre o ano 1400, um grande número de pequenos nobres galeses, incluindo a Owain Glyndŵr, que chegaria a ser coroado Rei de Gales como Owain IV de Gales, tinham ascendência normanda. A maior parte dos cavaleiros que invadiram Irlanda o fizeram desde suas bases de Gales.

## Irlanda

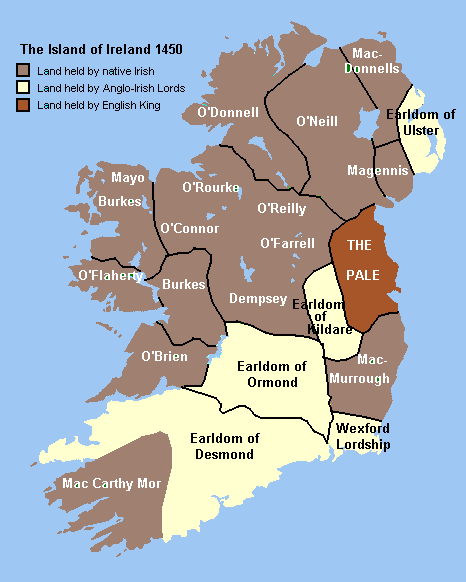
Irlanda em 1450.

Os barões anglo-normandos também se assentaram na Irlanda a partir do século XII. Inicialmente fizeram-no para apoiar a reis regionais irlandeses como Diarmuid MacMorrough (cujo nome em moderno inglês é Dermot MacMurrough).
Richard de Clare, Segundo Conde de Pembroke e conhecido como Strongbow (arco forte) foi o líder dos cavaleiros anglo-normandos que MacMurrough solicitou a Henrique II de Inglaterra para lhe ajudar a se restabelecer a si mesmo no poder como Rei de Leinster. Strongbow morreu pouco tempo após a invasão na Irlanda, mas os homens que lhe acompanhavam permaneceram na ilha para apoiar a Henrique II de Inglaterra e a seu filho João (John) como Senhor da Irlanda.
Entre estes homem encontrava-se um de seus chefes, chamado Theobald Walter Butler, nomeado em 1177 por Henrique II Chief Butler de Irlanda, o que lhe converteu no fundador de uma das mais antigas distinções nobiliárias britânicas. A maior parte destes homens procediam de Gales, e não de Inglaterra, motivo pelo qual se lhes conhece como cambro-normandos, termo feito por modernos medievalistas como Seán Duffy.
Pulatinamente foram integrando-se dentro da nobreza local celta através de enlaces matrimoniais, chegando a ser mais irlandeses que os próprios irlandeses, especialmente fora da região da Empalizada ao redor de Dublim. Conhece-se-lhes como os ''Velhos ingleses, mas este termo se começou a usar a partir de 1580, séculos mais tarde da chegada dos primeiros normandos à ilha.

## A língua
O anglo-normando é uma variedade de língua d'oïl proximamente emparentada com o francês que os invasores normandos levaram a Inglaterra. Seria a língua materna de todos os Reis de Inglaterra e da alta nobreza, mas não do povo. Pouco a pouco, apesar de sua rica literatura, foi cedendo espaço ao inglês, que acabaria sendo a única língua. Desta variedade românica deriva esse aspecto afrancesado do inglês, no que há muitos termos de origem germânica que têm sido substituídos pelos equivalentes franceses, que sempre se tiveram por mais refinados.